# Lista atacurilor cu rachete din invazia Rusiei în Ucraina (mai 2023)
Acesta este segmentul din mai 2023 al listei atacurilor cu rachete executate de toate părțile implicate în invazia Rusiei în Ucraina din 2022. Sunt enumerate doar atacurile certificate în surse de încredere, țintele cărora sunt sau sunt considerate a fi obiective militare sau de infrastructură. Nu sunt enumerate loviturile cu rachete neghidate efectuate de forțele de aviație, artilerie, sisteme de lansare multiplă și sisteme S-300.
Drapelele din coloana „obiectiv lovit” semnifică țara care deținea controlul asupra obiectivului respectiv. Obiectivele lovite nu sunt în mod necesar cele țintite – în unele cazuri, se referă la locul căderii rachetelor care s-au prăbușit în zbor sau au fost distruse de sisteme anti-rachetă.
Pagina principală: Lista atacurilor cu rachete din invazia Rusiei în Ucraina (2022–prezent). Listele pe luni:
- 2022 – ian · feb · mar · apr · mai · iun · iul · aug · sep · oct · noi · dec
- 2023 – ian · feb · mar · apr · mai · iun

## Mai 2023
| Atacuri executate de partea ucraineană | Atacuri executate de partea ucraineană | Atacuri executate de partea ucraineană | Atacuri executate de partea ucraineană | Atacuri executate de partea ucraineană           | dată                                                                                           | Atacuri executate de partea rusă | Atacuri executate de partea rusă | Atacuri executate de partea rusă | Atacuri executate de partea rusă | Atacuri executate de partea rusă                                  |  |
| regiune                                | localitate                             | tipul rachetei                         | interceptate                           | obiective lovite                                 | dată                                                                                           | regiune                          | localitate                       | tipul rachetei                   | interceptate                     | obiective lovite victime: uciși \| răniți                         |  |
| -------------------------------------- | -------------------------------------- | -------------------------------------- | -------------------------------------- | ------------------------------------------------ | ---------------------------------------------------------------------------------------------- | -------------------------------- | -------------------------------- | -------------------------------- | -------------------------------- | ----------------------------------------------------------------- |  |
|                                        |                                        |                                        |                                        |                                                  | 01.05.2023                                                                                     | regiunea Dnipropetrovsk          | Pavlohrad                        | H-101⁠(d)/H-555⁠(d)                | 0/3                              | infrastructură industrială și civilă                              |  |
| Ucraina                                | Ucraina                                | H-101⁠(d)/H-555⁠(d)                      | 15/15                                  | interceptare de apărarea anti-rachetă a Ucrainei | 01.05.2023                                                                                     |                                  |                                  |                                  |                                  |                                                                   |  |
| 03.05.2023                             | Kiev                                   | Kiev                                   | Kinjal⁠(d)                              | 1/1                                              | interceptare de apărarea anti-rachetă a Ucrainei                                               |                                  |                                  |                                  |                                  |                                                                   |  |
| regiunea Luhansk                       | Alcevsk                                | M31                                    | 0/2                                    | infrastructură industrială                       | 04.05.2023                                                                                     |                                  |                                  |                                  |                                  |                                                                   |  |
| regiunea Luhansk                       | Rubijne                                | M31                                    | 0/4                                    | infrastructură                                   | 06.05.2023                                                                                     |                                  |                                  |                                  |                                  |                                                                   |  |
|                                        |                                        |                                        |                                        |                                                  | 07.05.2023                                                                                     | regiunea Mîkolaiiv               | regiunea Mîkolaiiv               | H-22⁠(d)                          | 0/5                              | infrastructură industrială victime: 0 \| 0                        |  |
| regiunea Herson                        | regiunea Herson                        | H-22⁠(d)                                | 0/1                                    |                                                  | 07.05.2023                                                                                     |                                  |                                  |                                  |                                  | infrastructură industrială victime: 0 \| 0                        |  |
| regiunea Herson                        | Herson                                 | Oniks⁠(d)                               | 0/2                                    | neidentificat victime: 0 \| 0                    | 07.05.2023                                                                                     |                                  |                                  |                                  |                                  |                                                                   |  |
| 08.05.2023                             | regiunea Odesa                         | Odesa                                  | H-22⁠(d)                                | 0/2+                                             | infrastructură industrială și civilă victime: 1 \| 3                                           |                                  |                                  |                                  |                                  |                                                                   |  |
| 08.05.2023                             | estul Ucrainei                         | estul Ucrainei                         | Kalibr⁠(d)                              | 8/8                                              | neidentificat                                                                                  |                                  |                                  |                                  |                                  |                                                                   |  |
| 09.05.2023                             | nordul și centrul Ucrainei             | nordul și centrul Ucrainei             | H-101⁠(d)/H-555⁠(d)                      | 15/17                                            | neidentificat                                                                                  |                                  |                                  |                                  |                                  |                                                                   |  |
| 10.05.2023                             | regiunea Zaporijjea                    | regiunea Zaporijjea                    | —                                      | 1/1                                              | racheta s-a prăbușit pe teritoriul aflat sub ocupație                                          |                                  |                                  |                                  |                                  |                                                                   |  |
| regiunea Donețk                        | Krasna Hora⁠(d)                         | M31                                    | —                                      | unitate de tehnică militară                      | 11.05.2023                                                                                     |                                  |                                  |                                  |                                  |                                                                   |  |
| regiunea Zaporijjea                    | Melitopol                              | —                                      | —                                      | neidentificat                                    | 12.05.2023                                                                                     | regiunea Cernihiv                | Karpovîci                        | —                                | 0/1                              | pod                                                               |  |
| regiunea Luhansk                       | Luhansk                                | Storm Shadow⁠(d)                        | 0/2                                    | infrastructură militară                          | 12.05.2023                                                                                     |                                  |                                  |                                  |                                  |                                                                   |  |
| regiunea Luhansk                       | Luhansk                                | Storm Shadow⁠(d)                        | 0/2                                    | infrastructură militară                          | 13.05.2023                                                                                     | regiunea Ternopil                | Ternopil                         | —                                | 0/6                              | infrastructură industrială victime: 0 \| 2                        |  |
| regiunea Luhansk                       | Kreminna                               | AGM-88 HARM⁠(d)                         | 0/1                                    | neidentificat                                    | 14.05.2023                                                                                     | regiunea Ternopil                | Ternopil                         | Kalibr⁠(d)                        | 0/6                              | infrastructură industrială victime: 0 \| 0                        |  |
|                                        |                                        |                                        |                                        |                                                  | 14.05.2023                                                                                     | Ucraina                          | Ucraina                          | H-101⁠(d)/H-555⁠(d)                | 3/3                              | interceptare de apărarea anti-rachetă a Ucrainei                  |  |
| regiunea Donețk                        | Kodema⁠(d)                              | M31                                    | —                                      | unitate de tehnică militară                      | 15.05.2023                                                                                     |                                  |                                  |                                  |                                  |                                                                   |  |
| regiunea Luhansk                       | Luhansk                                | Storm Shadow⁠(d)                        | 0/2                                    | infrastructură militară                          | 15.05.2023                                                                                     |                                  |                                  |                                  |                                  |                                                                   |  |
| regiunea Luhansk                       | Popasna                                | M31                                    | —                                      | unitate de tehnică militară                      | 16.05.2023                                                                                     | Kiev                             | Kiev                             | Kinjal⁠(d)                        | 6/6                              | interceptare de apărarea anti-rachetă a Ucrainei victime: 0 \| 3+ |  |
|                                        |                                        |                                        |                                        |                                                  | 16.05.2023                                                                                     | Kiev                             | Kiev                             | Kalibr⁠(d)                        | 9/9                              | interceptare de apărarea anti-rachetă a Ucrainei victime: 0 \| 3+ |  |
| Iskander-M⁠(d)                          | 3/3                                    |                                        |                                        |                                                  | 16.05.2023                                                                                     | Kiev                             | Kiev                             |                                  |                                  | interceptare de apărarea anti-rachetă a Ucrainei victime: 0 \| 3+ |  |
| 48N6                                   | 3/3                                    |                                        |                                        |                                                  | 16.05.2023                                                                                     | Kiev                             | Kiev                             |                                  |                                  | interceptare de apărarea anti-rachetă a Ucrainei victime: 0 \| 3+ |  |
| Rusia                                  | Rusia                                  | Kalibr⁠(d)                              | 2/2                                    | rachetele au explodat în zbor                    | 16.05.2023                                                                                     |                                  |                                  |                                  |                                  |                                                                   |  |
| regiunea Mîkolaiiv                     | Nicolaev                               | Kalibr⁠(d)                              | 0/2                                    | supermarket și clădiri de locuit                 | 16.05.2023                                                                                     |                                  |                                  |                                  |                                  |                                                                   |  |
| 17.05.2023                             | regiunea Odesa                         | Odesa                                  | Kalibr⁠(d)                              | 6/6                                              | fragmentele a două rachete au căzut pe obiective de infrastructură industrială victime: 1 \| 2 |                                  |                                  |                                  |                                  |                                                                   |  |
| 17.05.2023                             | regiunea Odesa                         | Odesa                                  | Iskander⁠(d)                            | 2/2                                              | fragmentele a două rachete au căzut pe obiective de infrastructură industrială victime: 1 \| 2 |                                  |                                  |                                  |                                  |                                                                   |  |
| 18.05.2023                             | regiunea Hmelnîțkîi                    | raionul Hmelnîțkîi                     | H-101⁠(d)/H-555⁠(d)                      | 0/1                                              | obiect de infrastructură victime: 0 \| 0                                                       |                                  |                                  |                                  |                                  |                                                                   |  |
| 18.05.2023                             | Kiev                                   | Kiev                                   | H-101⁠(d)/H-555⁠(d)                      | 21/21                                            | interceptare de apărarea anti-rachetă a Ucrainei victime: 0 \| 0                               |                                  |                                  |                                  |                                  |                                                                   |  |
| 18.05.2023                             | regiunea Vinița                        |                                        | H-101⁠(d)/H-555⁠(d)                      | 21/21                                            | interceptare de apărarea anti-rachetă a Ucrainei victime: 0 \| 0                               |                                  |                                  |                                  |                                  |                                                                   |  |
| 18.05.2023                             | regiunea Kirovohrad                    | raionul Oleksandria                    | H-101⁠(d)/H-555⁠(d)                      | 21/21                                            | interceptare de apărarea anti-rachetă a Ucrainei victime: 0 \| 0                               |                                  |                                  |                                  |                                  |                                                                   |  |
| regiunea Donețk                        | Mariupol                               | Storm Shadow⁠(d)                        | —                                      | infrastructură militară                          | 19.05.2023                                                                                     | Ucraina                          | Ucraina                          | Kalibr⁠(d)                        | 3/6                              | neidentificat                                                     |  |
| regiunea Zaporijjea                    | Berdeansk                              | —                                      | —                                      | infrastructură militară                          | 21.05.2023                                                                                     |                                  |                                  |                                  |                                  |                                                                   |  |
| regiunea Donețk                        | Mospîne                                | —                                      | —                                      | depozit de muniții                               | 21.05.2023                                                                                     |                                  |                                  |                                  |                                  |                                                                   |  |
| regiunea Donețk                        | Nikolske⁠(d)                            | —                                      | —                                      | infrastructură militară                          | 21.05.2023                                                                                     |                                  |                                  |                                  |                                  |                                                                   |  |
| regiunea Donețk                        | Mariupol                               | —                                      | —                                      | neidentificat                                    | 22.05.2023                                                                                     | regiunea Dnipropetrovsk          | Dnipro                           | H-101⁠(d)                         | 4/4                              | infrastructură industrială și civilă victime: 0 \| 8              |  |
|                                        |                                        |                                        |                                        |                                                  | 22.05.2023                                                                                     | regiunea Dnipropetrovsk          | Dnipro                           | H-22⁠(d)                          | 0/5                              | infrastructură industrială și civilă victime: 0 \| 8              |  |
| Iskander-M⁠(d)                          | 0/2                                    |                                        |                                        |                                                  | 22.05.2023                                                                                     | regiunea Dnipropetrovsk          | Dnipro                           |                                  |                                  | infrastructură industrială și civilă victime: 0 \| 8              |  |
| regiunea Donețk                        | Donețk                                 | M31                                    | 0/1                                    | obiect industrial                                | 24.05.2023                                                                                     |                                  |                                  |                                  |                                  |                                                                   |  |
| regiunea Zaporijjea                    | Berdeansk                              | Storm Shadow⁠(d)                        | —                                      | infrastructură militară                          | 25.05.2023                                                                                     |                                  |                                  |                                  |                                  |                                                                   |  |
| regiunea Donețk                        | Mariupol                               | —                                      | —                                      | infrastructură militară                          | 26.05.2023                                                                                     | Ucraina                          | Ucraina                          | H-101⁠(d)/H-555⁠(d)                | 10/10                            | interceptare de apărarea anti-rachetă a Ucrainei                  |  |
| regiunea Donețk                        | Donețk                                 | M31                                    | —                                      | infrastructură militară                          | 26.05.2023                                                                                     | regiunea Dnipropetrovsk          | Dnipro                           | —                                | 0/1                              | spital și clinică veterinară victime: 5 \| 23                     |  |
| regiunea Donețk                        | Mariupol                               | —                                      | —                                      | infrastructură militară                          | 27.05.2023                                                                                     |                                  |                                  |                                  |                                  |                                                                   |  |
| regiunea Zaporijjea                    | Berdeansk                              | —                                      | —                                      | infrastructură militară                          | 27.05.2023                                                                                     |                                  |                                  |                                  |                                  |                                                                   |  |
| regiunea Donețk                        | Volnovaha                              | M31                                    | —                                      | neidentificat                                    | 27.05.2023                                                                                     |                                  |                                  |                                  |                                  |                                                                   |  |
| regiunea Zaporijjea                    | Berdeansk                              | —                                      | —                                      | infrastructură militară                          | 27.05.2023                                                                                     |                                  |                                  |                                  |                                  |                                                                   |  |
| regiunea Donețk                        | Nikolske⁠(d)                            | Storm Shadow⁠(d)                        | —                                      | personal militar                                 | 28.05.2023                                                                                     |                                  |                                  |                                  |                                  |                                                                   |  |
| regiunea Donețk                        | Iuriivka⁠(d)                            | Storm Shadow⁠(d)                        | —                                      | personal militar                                 | 28.05.2023                                                                                     |                                  |                                  |                                  |                                  |                                                                   |  |
| regiunea Luhansk                       | Almazna                                | M31                                    | 0/2                                    | neidentificat                                    | 28.05.2023                                                                                     |                                  |                                  |                                  |                                  |                                                                   |  |
| regiunea Zaporijjea                    | Melitopol                              | —                                      | —                                      | infrastructură militară                          | 29.05.2023                                                                                     | Ucraina                          | Ucraina                          | H-101⁠(d)/H-555⁠(d)                | 37/37                            | interceptare de apărarea anti-rachetă a Ucrainei                  |  |
| regiunea Zaporijjea                    | Mîhailivka⁠(d)                          | —                                      | —                                      | infrastructură militară                          | 29.05.2023                                                                                     | regiunea Hmelnîțkîi              | Starokosteantîniv                | H-101⁠(d)/H-555⁠(d)                | 0/3                              | aerodrom militar                                                  |  |
|                                        |                                        |                                        |                                        |                                                  | 29.05.2023                                                                                     | regiunea Kiev                    | regiunea Kiev                    | Iskander-K⁠(d)                    | 11/11                            | interceptare de apărarea anti-rachetă a Ucrainei                  |  |
| Iskander-M⁠(d)                          |                                        |                                        |                                        |                                                  | 29.05.2023                                                                                     | regiunea Kiev                    | regiunea Kiev                    |                                  | 11/11                            | interceptare de apărarea anti-rachetă a Ucrainei                  |  |
| Ucraina                                | Ucraina                                | M31                                    | —                                      | personal militar                                 | 30.05.2023                                                                                     |                                  |                                  |                                  |                                  |                                                                   |  |
| regiunea Luhansk                       | Karpatî⁠(d)                             | M30A1                                  | 0/1                                    | infrastructură industrială                       | 31.05.2023                                                                                     |                                  |                                  |                                  |                                  |                                                                   |  |
| regiunea Luhansk                       | Karpatî⁠(d)                             | M31                                    | 0/3                                    | infrastructură industrială                       | 31.05.2023                                                                                     |                                  |                                  |                                  |                                  |                                                                   |  |
| regiunea Donețk                        | Donețk                                 | M31                                    | 0/3                                    | infrastructură militară                          | 31.05.2023                                                                                     |                                  |                                  |                                  |                                  |                                                                   |  |
| dată necunoscută                       |                                        |                                        |                                        |                                                  |                                                                                                |                                  |                                  |                                  |                                  |                                                                   |  |
| regiunea Donețk                        | regiunea Donețk                        | M31                                    | —                                      | unitate de tehnică militară                      | mai 2023                                                                                       |                                  |                                  |                                  |                                  |                                                                   |  |
| regiunea Herson                        | regiunea Herson                        | M31                                    | —                                      | unități de tehnică militară                      | mai 2023                                                                                       |                                  |                                  |                                  |                                  |                                                                   |  |